# Nạn phá rừng ở Lào

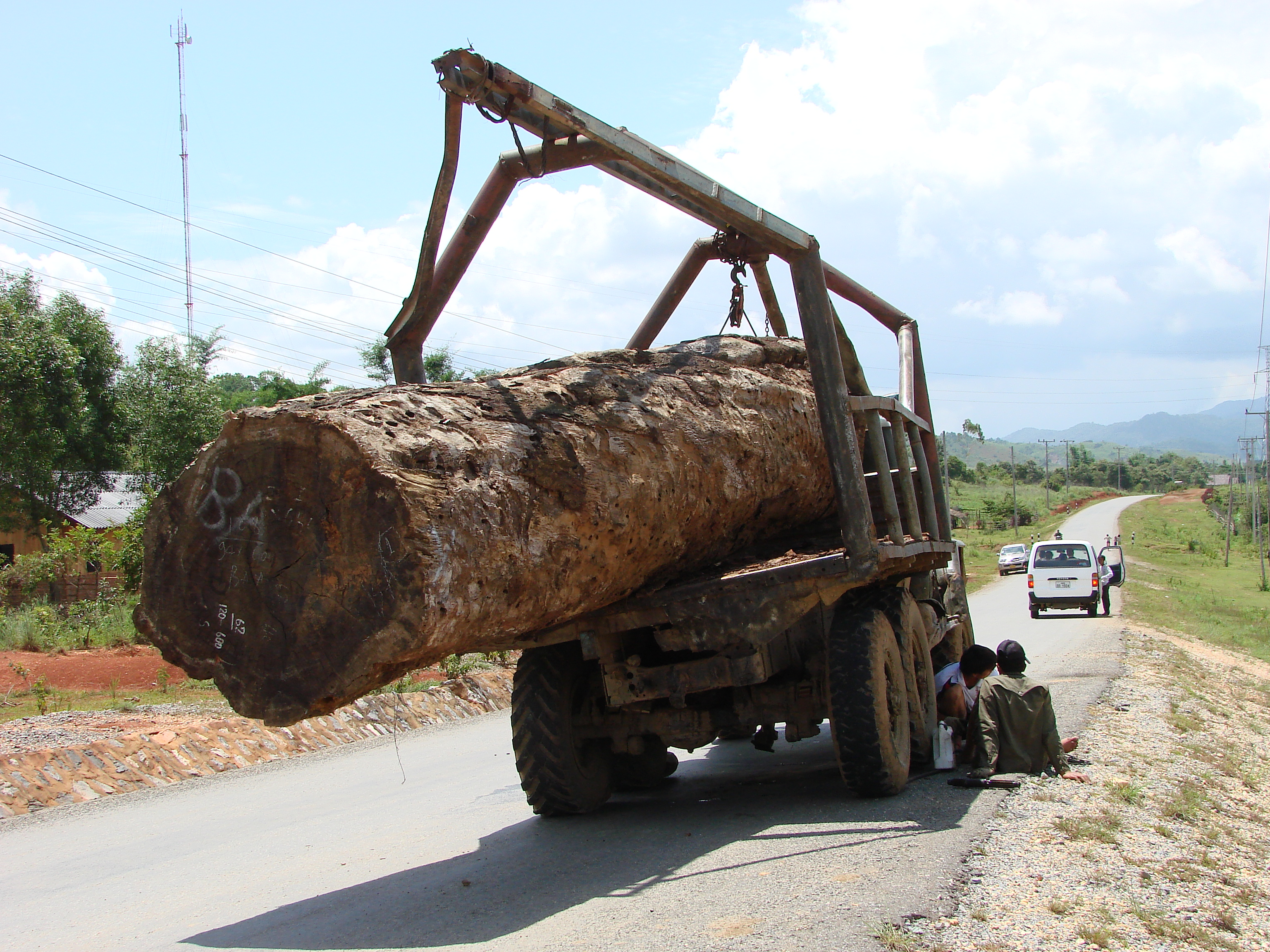
Một chiếc xe tải khai thác gỗ ở cao nguyên Bolaven, miền Nam Lào, năm 2009.

Nạn phá rừng ở Lào là một vấn đề môi trường nghiêm trọng, với việc Lào mất rừng để khai thác gỗ hợp pháp và bất hợp pháp.

## Lợi ích thương mại trong rừng
Các sản phẩm gỗ khai thác ở Lào bao gồm gỗ tràm, gỗ gụ, thông, gỗ thủy sam, gỗ tếch và các sản phẩm lâm nghiệp khác - benzoin (nhựa), than củi, và Resina Lacca.
Rừng cũng là một nguồn thực phẩm hoang dã quan trọng, thuốc chữa bệnh thảo dược và gỗ làm nhà, thậm chí vào những năm 90 tiếp tục là một kho dự trữ các sản phẩm thiên nhiên có giá trị cho tiêu dùng phi thương mại. Kể từ giữa thập niên 80, việc khai thác gỗ thương mại rộng rãi cho thị trường xuất khẩu đã làm gián đoạn việc thu hái lâm sản truyền thống ở một số địa điểm và góp phần vào nạn phá rừng cực kỳ nhanh trong cả nước.

### Nông nghiệp
Nền nông nghiệp đốn đốt đã được thực hiện bởi khoảng 1 triệu nông dân vào năm 1990. Nông nghiệp đốn đốt làm phá huỷ môi trường rừng, vì nó đòi hỏi sự chuyển đổi từ đất cũ sang đất mới để cho đất cạn kiệt được trẻ hóa, ước tính cần ít nhất 4-6 năm.
Các nỗ lực của chính phủ để bảo tồn gỗ cứng có giá trị để khai thác thương mại đã dẫn đến các biện pháp để ngăn cấm nông nghiệp đốn đốt trong cả nước. Những hạn chế của Chính phủ về việc khai khẩn đất lâm nghiệp để canh tác nương rẫy vào cuối những năm 1980, cùng với những nỗ lực nhằm từng bước tái định cư các thôn canh tác nương rãy ở vùng thấp để canh tác lúa nước có ảnh hưởng đáng kể đến các thôn vùng cao.

## Lịch sử

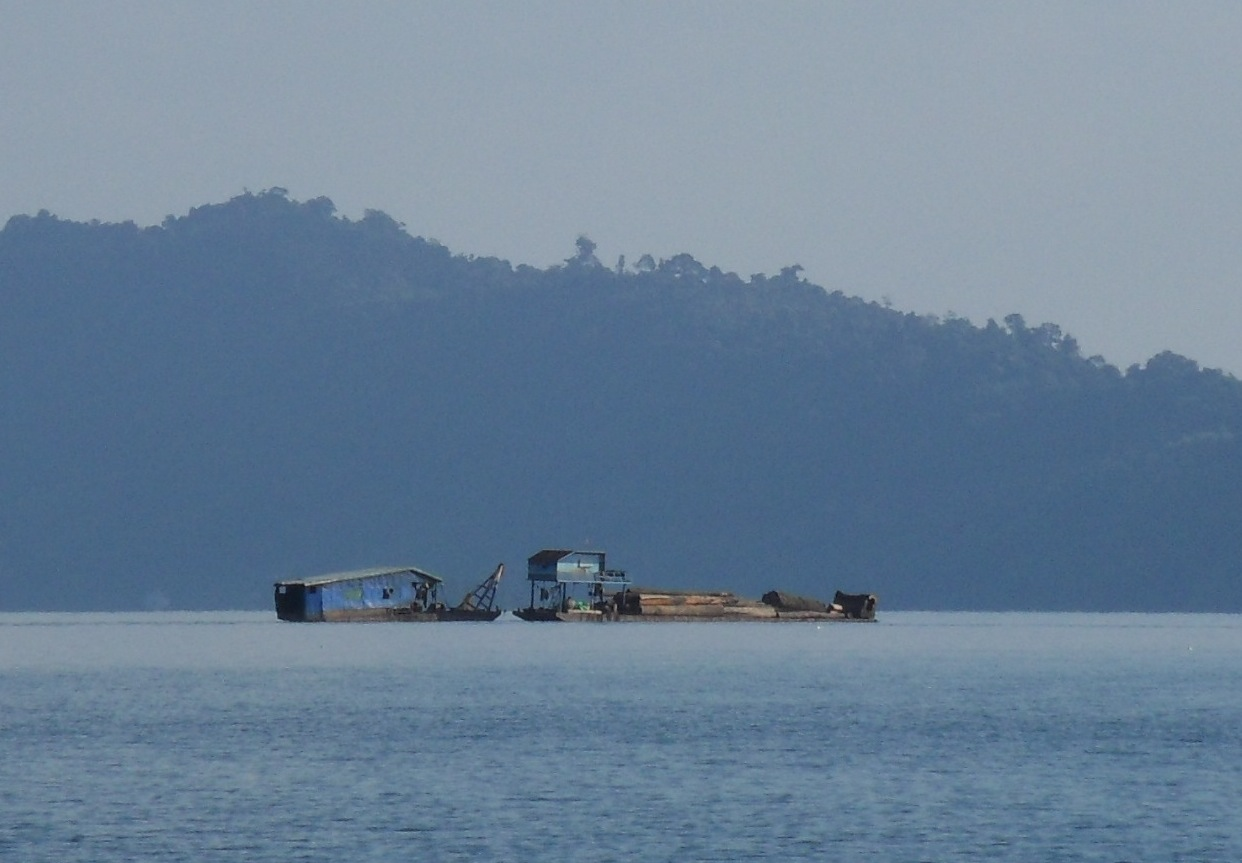
Một chiếc thuyền chở những khúc gỗ trên hồ Nam Ngum, năm 2011.

Tài nguyên gỗ đã được khai thác thương mại ở quy mô nhỏ kể từ thời thuộc địa và là một nguồn ngoại hối quan trọng. Năm 1988 sản phẩm gỗ chiếm hơn một nửa tổng thu nhập xuất khẩu. Năm 1992, gỗ và sản phẩm gỗ chiếm gần một phần ba tổng xuất khẩu chính.
Vào những năm 1950, rừng chiếm 70% diện tích đất ở Lào. Đến năm 1992, theo ước tính của chính phủ, diện tích rừng đã giảm gần 1/3, chỉ còn 47% tổng diện tích đất.
Theo Tổ chức Liên Hợp Quốc (LHQ) và các cơ quan giám sát khác, nạn phá rừng đã gia tăng liên tục trong suốt những năm 1980, với tỷ lệ trung bình hàng năm khoảng 1,2% trong nửa đầu thập kỉ. Tỉ lệ này tiêu hủy khoảng 150.000 đến 160.000 ha mỗi năm, so với tái trồng rừng hàng năm khoảng 2.000 ha. Chính phủ, tuy nhiên, báo cáo tỷ lệ phá rừng tăng gấp đôi con số này. Phá rừng là kết quả của việc dọn đất lâm nghiệp để du canh du cư và lấy gỗ để sử dụng trong công nghiệp và nhiên liệu.
Khối lượng gỗ (loại gỗ tròn) lấy để dùng cho các mục đích công nghiệp tăng khoảng 70% trong giai đoạn 1975-77 và 1985-87 lên khoảng 330.000 mét khối. Tuy nhiên, khối lượng này là nhỏ so với số lượng dùng cho mục đích trong nước (nhiên liệu). Giữa năm 1980 và năm 1989, lượng gỗ lấy ra làm nhiên liệu tăng khoảng 25%, lên khoảng 3,7 triệu mét khối; chỉ có khoảng 100.000 m 3 đã được dùng cho các mục đích công nghiệp. Đến năm 1991 những con số này đã tăng lên khoảng 3,9 triệu mét khối và 106.000 mét khối, tương ứng.
Sau khi áp dụng Cơ chế Kinh tế mới, việc phân cấp quản lý rừng cho các doanh nghiệp lâm nghiệp tự trị cho cả ở cấp tỉnh khuyến khích tăng cường khai thác rừng.